# Salmonella enterica serovar Typhi
Salmonella enterica sorovar Typhi é uma bactéria bacilar gram negativa, aeróbia, flagelada, patógena oportunista e de rápido crescimento. Typhi é um sorovar da subespécie Salmonella enterica enterica.

## Diagnóstico
- Hemocultura (exame bacteriológico ao sangue)
- Pesquisa de anticorpos
- Coprocultura (exame bacteriológico às fezes)

## Patologia
É o agente infeccioso da febre tifoide geralmente transmitida por ovos, frango e frutos do mar pouco cozidos. caracterizada por febre intermitente, mal-estar, manchas róseas pelo tronco, tosse, prisão de ventre (mais frequentemente) ou diarreia e comprometimento dos tecidos linfáticos. Transmitido por frutos do mar, peixes, carnes, laticínios não pasteurizados ou alimentos irrigados com água contaminada. Comum no mundo todo, infecta 42 mil e mata 400 por ano nos Estados Unidos.